# Bad Guy
A Bad Guy (az albumon kisbetűkkel stilizálva) Billie Eilish, amerikai énekes dala. Az ötödik kislemezként jelent meg Eilish When We All Fall Asleep, Where Do We Go? debütáló albumáról. Eilish és testvére, Finneas O’Connell szerezte és az utóbbi végezte rajta a produceri munkát, A dal műfaját tekintve elektropop, dance-pop, pop-trap és nu-goth pop. A dalnak minimalista a hangszerelése.
Kiadását követően a Bad Guy pozitív reakciókat váltott ki. Hasonlították a White Stripes, Lorde és Fiona Apple zenéjéhez. Első helyet ért el a Billboard Hot 100 slágerlistán, ugyanezt a pozíciót érte el Ausztráliában, Kanadában, Észtországban, Finnországban, Görögországban, Magyarországon, Izlandon, Új-Zélandon, Norvégiában és Oroszországban. Második helyig jutott a Brit kislemezlistán. Tízszeres platinalemez minősítést kapott az Ausztrál Hanglemezgyártók Szövetségétől (ARIA) és hatszoros platinalemezt az Amerikai Hanglemezgyártók Szövetségétől (RIAA). Több díjat is nyert, ezek közé tartozott az Év felvétele és az Év dala is a 62. Grammy-díjátadón.
A dal videóklipjét Dave Meyers rendezte. 2019. július 11-én jelent meg a kislemez egy remixe, amelyen közreműködött Justin Bieber.

## Háttér
Billie Eilish 2019. március 29-én adta ki első stúdióalbumát, a When We All Fall Asleep, Where Do We Go?-t a Darkroom és az Interscope Records kiadókon keresztül. Ugyanezen a napon jelent meg kislemezként a Bad Guy. A szám dalszerzői Eilish és testvére, Finneas O’Connell voltak és az utóbbi volt a lemez producere. A mastert John Greenham készítette és Rob Kinelski végezte a dal keverését. 2019 augusztusában kiadták kazettán a dalt, amelyekből néhányat Eilish aláírt.

## Díjak és jelölések
| Év   | Díjátadó                     | Kategória                                                            | Eredmény | Ref.   |
| ---- | ---------------------------- | -------------------------------------------------------------------- | -------- | ------ |
| 2019 | American Music Awards        | Favorite Music Video                                                 | Jelölve  | [ 4 ]  |
| 2019 | MTV Millennial Awards        | Global Hit                                                           | Győztes  | [ 5 ]  |
| 2019 | MTV Video Music Awards       | Video of the Year                                                    | Jelölve  | [ 6 ]  |
| 2019 | MTV Video Music Awards       | Best Pop Video                                                       | Jelölve  | [ 6 ]  |
| 2019 | MTV Video Music Awards       | Best Direction                                                       | Jelölve  | [ 6 ]  |
| 2019 | MTV Video Music Awards       | Best Editing                                                         | Győztes  | [ 6 ]  |
| 2019 | MTV Video Music Awards       | Song of the Summer                                                   | Jelölve  | [ 6 ]  |
| 2019 | LOS40 Music Awards           | Best International Video                                             | Jelölve  | [ 7 ]  |
| 2019 | Teen Choice Awards           | Choice Song: Female Artist                                           | Jelölve  | [ 8 ]  |
| 2019 | Q Awards                     | Best Track                                                           | Jelölve  | [ 9 ]  |
| 2019 | Rockbjörnen                  | Foreign Song of the Year                                             | Jelölve  | [ 10 ] |
| 2019 | BBC Radio 1's Teen Awards    | Best Single                                                          | Jelölve  | [ 11 ] |
| 2019 | BreakTudo Awards             | International Music Video of the Year                                | Jelölve  | [ 12 ] |
| 2019 | MTV Europe Music Awards      | Best Song                                                            | Győztes  | [ 13 ] |
| 2019 | MTV Europe Music Awards      | Best Video                                                           | Jelölve  | [ 13 ] |
| 2019 | MTV Millennial Awards        | Global Hit                                                           | Győztes  | [ 14 ] |
| 2019 | MTV Video Music Awards Japan | Best New International Artist Video                                  | Győztes  | [ 15 ] |
| 2019 | MTV Video Music Awards Japan | Video of the Year                                                    | Jelölve  | [ 15 ] |
| 2019 | Melon Music Awards           | Best Pop Song                                                        | Győztes  | [ 16 ] |
| 2019 | Melon Music Awards           | Best Song                                                            | Jelölve  | [ 16 ] |
| 2019 | NRJ Music Awards             | Video of the Year                                                    | Jelölve  | [ 17 ] |
| 2019 | Telehit Awards               | Best Anglo Video                                                     | Győztes  | [ 18 ] |
| 2019 | Telehit Awards               | Best Anglo Song                                                      | Győztes  | [ 18 ] |
| 2019 | Telehit Awards               | People's Best Video                                                  | Jelölve  | [ 18 ] |
| 2019 | People's Choice Awards       | Song of 2019                                                         | Jelölve  | [ 19 ] |
| 2019 | People's Choice Awards       | Music Video of 2019                                                  | Jelölve  | [ 19 ] |
| 2020 | TEC Awards                   | Outstanding Creative Achievement – Record Production/Single or Track | Jelölve  | [ 20 ] |
| 2020 | 62. Grammy-gála              | Az év felvétele                                                      | Győztes  | [ 21 ] |
| 2020 | 62. Grammy-gála              | Az év dala                                                           | Győztes  | [ 21 ] |
| 2020 | 62. Grammy-gála              | Legjobb pop teljesítmény                                             | Jelölve  | [ 21 ] |
| 2020 | iHeartRadio Music Awards     | Song of the Year                                                     | Jelölve  | [ 22 ] |
| 2020 | iHeartRadio Music Awards     | Alternative Rock Song of the Year                                    | Győztes  | [ 22 ] |
| 2020 | iHeartRadio Music Awards     | Best Lyrics                                                          | Jelölve  | [ 22 ] |
| 2020 | iHeartRadio Music Awards     | Best Music Video                                                     | Jelölve  | [ 22 ] |
| 2020 | Queerty Awards               | Anthem                                                               | Jelölve  | [ 23 ] |

## Fellépések és felhasználása
Eilish koncertjeinek általában része a Bad Guy előadása. 2019. május 7-én fellépett vele a Jimmy Kimmel Live!-on, majd május 26-án a BBC Radio 1 Big Weekend műsorában. Előadta a Coachella Fesztiválon április 20-án és a Glastonbury Fesztiválon június 30-án. A 2019-es When We All Fall Asleep Tour turnéjának minden állomásán előadta, majd augusztusban a Pukkelpop-on. 2019. szeptember 29-én előadta a Saturday Night Live-on, illetve a 2020-as Where Do We Go? World Tour állomásain.
2019 júniusában a Bastille előadta saját feldolgozását a Bad Guyból a Maida Vale Studiosban Lady Gaga Bad Romance-ével, Taylor Swift Bad Blood-jával és Dick Dale Misirlou-jával együtt. A dalt szintén feldolgozta a Two Door Cinema Club a Radio 1 Live Lounge műsorán. A The Interrupters elkészítette a dal ska-punk verzióját és felhasználták Az Esernyő Akadémia sorozat második évadjában. 2019 áprilisában Kendra Checketts előadta a Bad Guyt a The Voice amerikai tehetségkutató sorozatban. Alessia Cara pedig fellépett vele a The Tonight Show Starring Jimmy Fallon műsorban.
Felhasználták a Calvin Klein ruhamárka My Truth reklámkampányában, illetve a Kia Seltos hirdetéseiben. Szerepelt a Now That's What I Call Music 103 válogatásalbumon és a Brightburn film zenéi között. Része volt a 2019-es Just Dance 2020 és a 2020-as Cyberpunk 2077 videójátékoknak, illetve a Botrány filmnek.

## Közreműködő előadók
- Billie Eilish – vokál, dalszerző, további produceri munka
- Finneas O’Connell – producer, dalszerző
- John Greenham – master
- Rob Kinelski – keverés

## Slágerlista
| Slágerlista (2019–2020)                | Legmagasabb pozíció |
| -------------------------------------- | ------------------- |
| Argentína (Argentina Hot 100)          | 20                  |
| Ausztrália (ARIA)                      | 1                   |
| Ausztria (Ö3 Austria Top 40)           | 2                   |
| Belgium (Ultratop 50 Flanders)         | 3                   |
| Belgium (Ultratop 50 Wallonia)         | 3                   |
| Brazília (Top 100 Brasil)              | 84                  |
| Kanada (Canadian Hot 100)              | 1                   |
| Kanadai AC (Billboard)                 | 40                  |
| Kanadai CHR/Top 40 (Billboard)         | 3                   |
| Kanadai Hot AC (Billboard)             | 18                  |
| Kínai Airplay/FL (Billboard)           | 3                   |
| Horvátország (HRT)                     | 15                  |
| Kolumbia (National-Report)             | 22                  |
| FÁK (Tophit)                           | 1                   |
| Csehország (Rádio Top 100)             | 7                   |
| Csehország (Singles Digitál Top 100)   | 1                   |
| Dánia (Tracklisten)                    | 2                   |
| Ecuador (National-Report)              | 40                  |
| Észtország (Eesti Ekspress)            | 1                   |
| Finnország (Suomen virallinen lista)   | 1                   |
| Franciaország (SNEP)                   | 5                   |
| Németország (Official German Charts)   | 4                   |
| Global 200 (Billboard)                 | 55                  |
| Görögország (IFPI)                     | 1                   |
| Magyarország (Dance Top 40)            | 1                   |
| Magyarország (Rádiós Top 40)           | 1                   |
| Magyarország (Single Top 40)           | 1                   |
| Magyarország (Stream Top 40)           | 1                   |
| Izland (Tonlist)                       | 1                   |
| Írország (IRMA)                        | 2                   |
| Olaszország (FIMI)                     | 2                   |
| Japán (Japan Hot 100)                  | 7                   |
| Lettország (LAIPA)                     | 1                   |
| Litvánia (AGATA)                       | 1                   |
| Luxembourg Digital Songs (Billboard)   | 3                   |
| Malajzia (RIM)                         | 2                   |
| Paraguay (SGP)                         | 53                  |
| Mexico Ingles Airplay (Billboard)      | 1                   |
| Hollandia (Dutch Top 40)               | 9                   |
| Hollandia (Single Top 100)             | 5                   |
| Új-Zéland (Recorded Music NZ)          | 1                   |
| Norvégia (VG-lista)                    | 1                   |
| Lengyelország (Polish Airplay Top 100) | 9                   |
| Portugália (AFP)                       | 4                   |
| Románia (Airplay 100)                  | 41                  |
| Orosz Airplay (Tophit)                 | 1                   |
| Skócia (OCC)                           | 3                   |
| Szerbia (Radiomonitor)                 | 2                   |
| Szingapúr (RIAS)                       | 5                   |
| Szlovákia (Rádio Top 100)              | 55                  |
| Szlovákia (Singles Digitál Top 100)    | 1                   |
| Dél-Korea (Gaon)                       | 5                   |
| Spanyolország (PROMUSICAE)             | 17                  |
| Svédország (Sverigetopplistan)         | 2                   |
| Svájc (Schweizer Hitparade)            | 2                   |
| Ukrán Airplay (Tophit)                 | 2                   |
| Brit kislemezlista (OCC)               | 2                   |
| US Billboard Hot 100                   | 1                   |
| US Adult Top 40 (Billboard)            | 6                   |
| US Dance Club Songs (Billboard)        | 23                  |
| US Dance/Mix Show Airplay (Billboard)  | 5                   |
| US Mainstream Top 40 (Billboard)       | 1                   |
| US Rhythmic (Billboard)                | 38                  |
| US Rock Airplay (Billboard)            | 2                   |
| US Rolling Stone Top 100               | 3                   |

| Slágerlista (2019)                   | Legmagasabb pozíció |
| ------------------------------------ | ------------------- |
| Brazil Streaming (Pro-Música Brasil) | 46                  |
| Orosz Airplay (Tophit)               | 1                   |
| Ukrán Airplay (Tophit)               | 10                  |

| Év   | Slágerlista                            | Pozíció |
| ---- | -------------------------------------- | ------- |
| 2019 | Ausztrália (ARIA)                      | 3       |
| 2019 | Ausztria (Ö3 Austria Top 40)           | 2       |
| 2019 | Belgium (Ultratop 50 Flanders)         | 4       |
| 2019 | Belgium (Ultratop 50 Wallonia)         | 6       |
| 2019 | Kanada (Canadian Hot 100)              | 3       |
| 2019 | FÁK (Tophit)                           | 3       |
| 2019 | Dánia (Tracklisten)                    | 5       |
| 2019 | Franciaország (SNEP)                   | 19      |
| 2019 | Németország (Official German Charts)   | 6       |
| 2019 | Magyarország (Dance Top 40)            | 28      |
| 2019 | Magyarország (Rádiós Top 40)           | 29      |
| 2019 | Magyarország (Single Top 40)           | 2       |
| 2019 | Írország (IRMA)                        | 3       |
| 2019 | Japán (Japan Hot 100)                  | 71      |
| 2019 | Lettország (LAIPA)                     | 1       |
| 2019 | Hollandia (Dutch Top 40)               | 58      |
| 2019 | Hollandia (Single Top 100)             | 13      |
| 2019 | Új-Zéland (Recorded Music NZ)          | 3       |
| 2019 | Paraguay (SGP)                         | 53      |
| 2019 | Lengyelország (Polish Airplay Top 100) | 61      |
| 2019 | Portugália (AFP)                       | 4       |
| 2019 | Orosz Airplay (Tophit)                 | 2       |
| 2019 | Dél-Korea (Gaon)                       | 14      |
| 2019 | Svédország (Sverigetopplistan)         | 5       |
| 2019 | Svájc (Schweizer Hitparade)            | 6       |
| 2019 | Ukrán Airplay (Tophit)                 | 47      |
| 2019 | Brit kislemezlista (OCC)               | 4       |
| 2019 | US Billboard Hot 100                   | 4       |
| 2019 | US Adult Top 40 (Billboard)            | 23      |
| 2019 | US Dance/Mix Show Airplay (Billboard)  | 12      |
| 2019 | US Pop Songs (Billboard)               | 8       |
| 2019 | US Rock Airplay (Billboard)            | 13      |
| 2019 | US Rolling Stone Top 100               | 5       |
| 2020 | Argentína Airplay (Monitor Latino)     | 92      |
| 2020 | Ausztrália (ARIA)                      | 22      |
| 2020 | Ausztria (Ö3 Austria Top 40)           | 29      |
| 2020 | Belgium (Ultratop 50 Flanders)         | 64      |
| 2020 | Belgium (Ultratop 50 Wallonia)         | 71      |
| 2020 | Kanada (Canadian Hot 100)              | 18      |
| 2020 | Dánia (Tracklisten)                    | 37      |
| 2020 | Franciaország (SNEP)                   | 52      |
| 2020 | Németország (Official German Charts)   | 40      |
| 2020 | Magyarország (Dance Top 40)            | 4       |
| 2020 | Magyarország (Rádiós Top 40)           | 12      |
| 2020 | Magyarország (Single Top 40)           | 15      |
| 2020 | Írország (IRMA)                        | 34      |
| 2020 | Japán (Japan Hot 100)                  | 24      |
| 2020 | Hollandia (Single Top 100)             | 92      |
| 2020 | Új-Zéland (Recorded Music NZ)          | 43      |
| 2020 | Dél-Korea (Gaon)                       | 37      |
| 2020 | Svédország (Sverigetopplistan)         | 40      |
| 2020 | Svájc (Schweizer Hitparade)            | 18      |
| 2020 | Brit kislemezlista (OCC)               | 26      |
| 2020 | US Billboard Hot 100                   | 46      |

| Slágerlista (2010–2019) | Pozíció |
| ----------------------- | ------- |
| US Billboard Hot 100    | 61      |

## Minősítések
| Régió                      | Minősítés          | Példányszám         |
| -------------------------- | ------------------ | ------------------- |
| Ausztrália (ARIA)          | 10× Platina        | 700,000             |
| Ausztria (IFPI Austria)    | 3× Platina         | 90,000              |
| Belgium (BEA)              | 3× Platina         | 120,000             |
| Kanada (Music Canada)      | 6× Platina         | 480,000 / 103,000   |
| Dánia (IFPI Denmark)       | 3× Platina         | 270,000             |
| Franciaország (SNEP)       | Gyémánt            | 333,333             |
| Németország (BVMI)         | 2× Platina         | 800,000             |
| Olaszország (FIMI)         | 3× Platina         | 150,000             |
| Japán (RIAJ)               | Arany              | 100,000             |
| Mexikó (AMPROFON)          | 3× Platina+Gyémánt | 480,000             |
| Új-Zéland (RMNZ)           | 3× Platina         | 90,000              |
| Norvégia (IFPI Norway)     | 4× Platina         | 240,000             |
| Lengyelország (ZPAV)       | Gyémánt            | 100,000             |
| Portugália (AFP)           | 4× Platina         | 40,000              |
| Spanyolország (PROMUSICAE) | 2× Platina         | 80,000              |
| Egyesült Királyság (BPI)   | 3× Platina         | 1,800,000           |
| Egyesült Államok (RIAA)    | 6× Platina         | 6,000,000 / 577,000 |
| Streaming                  |                    |                     |
| Japán (RIAJ)               | Arany              | 50,000,000          |
| Dél-Korea (KMCA)           | Platina            | 100,000,000         |

## Kiadások
| Régió       | Dátum             | Formátum(ok)                         | Kiadó               | For.  |
| ----------- | ----------------- | ------------------------------------ | ------------------- | ----- |
| Világszerte | 2019. március 29. | Digital download streaming (albumon) | Darkroom Interscope | [ 2 ] |
| Világszerte | 2019 augusztusa   | kazetta flexi disc                   | nincs               | [ 3 ] |

## Justin Bieber remix

### Háttér
2019. július 9-én Eilish Instagramon keresztül tagadta második albumának megjelenését, de beszélt egy titkos projektről. Finneas O’Connell pedig retweetelte Justin Bieber egyik Tweet-jét. A Bad Guy remixe 2019. július 11-én jelent meg az Interscope és Darkroom kiadókon keresztül. A kislemez borítóján egy fiatal Eilish látható, Bieber-poszterek előtt. Bieber vokálja autotune-olt és rap-inspirált.

### Közreműködő előadók
- Billie Eilish – vokál, dalszerző[178]
- Justin Bieber – vokál, dalszerző
- Finneas O’Connell – producer, dalszerző
- Poo Bear – dalszerző
- John Greenham – master
- Rob Kinelski – keverés

### Slágerlisták

#### Heti slágerlisták
| Slágerlista (2019)             | Legmagasabb pozíció |
| ------------------------------ | ------------------- |
| Bolívia (Monitor Latino)       | 11                  |
| Hong Kong (Metro Radio)        | 1                   |
| Lettország (LAIPA)             | 13                  |
| Litvánia (AGATA)               | 6                   |
| Malajzia (RIM)                 | 11                  |
| Új-Zéland (Recorded Music NZ)  | 5                   |
| Szingapúr (RIAS)               | 5                   |
| Dél-Korea (Gaon)               | 200                 |
| Svédország (Sverigetopplistan) | 25                  |
| Uruguay (Monitor Latino)       | 11                  |
| US Rolling Stone Top 100       | 11                  |

#### Év végi slágerlisták
| Év   | Slágerlista               | Pozíció |
| ---- | ------------------------- | ------- |
| 2019 | Bolívia (Monitor Latino)  | 90      |
| 2019 | Salvador (Monitor Latino) | 61      |
| 2019 | Olaszország (FIMI)        | 13      |
| 2019 | Mexikó (Monitor Latino)   | 56      |

### Kiadások
| Régió       | Dátum            | Formátum(ok)                 | Kiadó               | For.    |
| ----------- | ---------------- | ---------------------------- | ------------------- | ------- |
| Világszerte | 2019. július 11. | Digitális letöltés streaming | Darkroom Interscope | [ 173 ] |
| Olaszország | 2019. július 12. | Kortárs slágerrádió          | Universal           | [ 191 ] |